# Mario Palestro

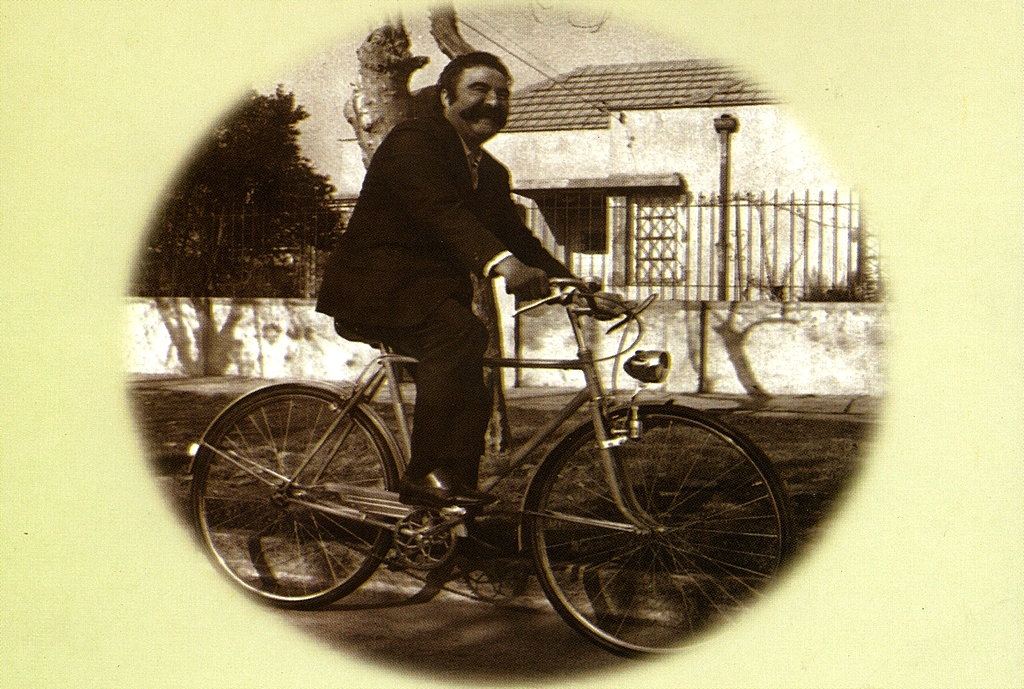
Mario Palestro en bicicleta.

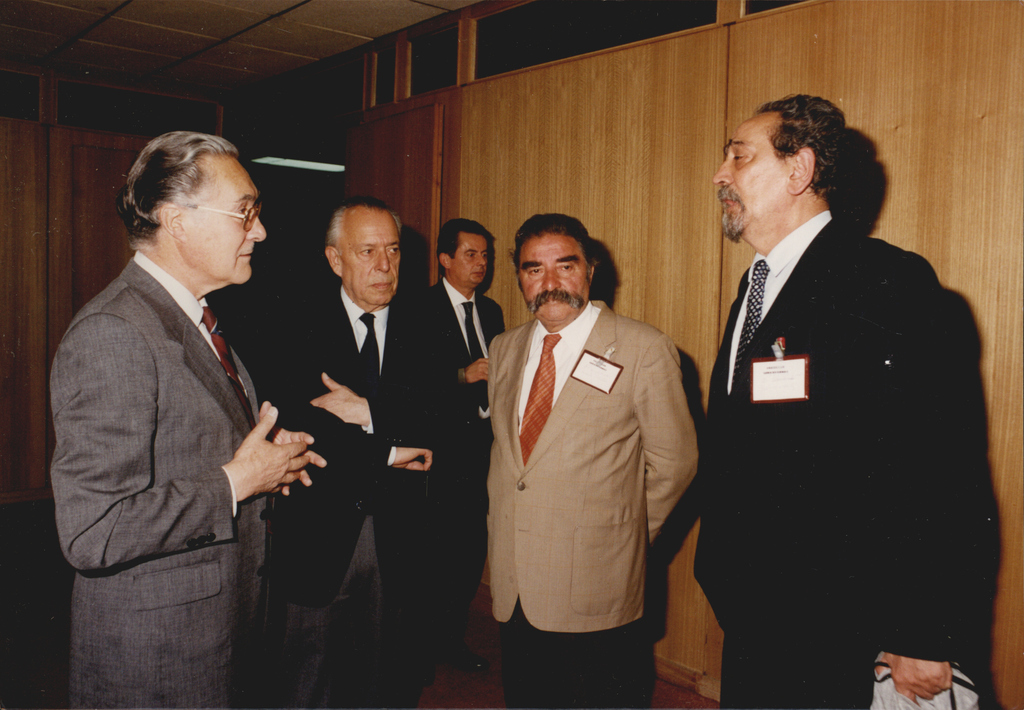
Mario Palestro -al centro- en una reunión interparlamentaria (1988).

Mario del Carmelo Palestro Rojas (Santiago, 2 de diciembre de 1921-ibidem, 10 de mayo de 2000) fue un político chileno, militante del Partido Socialista de Chile (PS).

## Biografía
Fue hijo de Pedro Antonio Palestro y Aquilina Rojas González. Realizó sus estudios en la Escuela Pública Joaquín Prieto (hoy República de Brasil), y en el Liceo Manuel Barros Borgoño.
Ingresó a la Federación Juvenil del Partido Socialista en 1935, donde ocupó varios cargos hasta llegar a ser miembro del Comité Central del Partido Socialista.
Fue funcionario de la Caja de Previsión de los Ferrocarriles del Estado, entre 1943 a 1949.
En 1949 fue elegido regidor de la Comuna de San Miguel, y fue reelecto por dos períodos consecutivos.
Elegido diputado por la Séptima Agrupación Departamental "Santiago", Tercer Distrito, períodos 1953 a 1957. Reelecto por el mismo distrito para el período 1957 a 1961. Fue desaforado en abril de 1957, siendo sobreseído en noviembre y asumiendo para un nuevo periodo parlamentario el 6 de noviembre del mismo año.
En 1965 fue nuevamente electo diputado, por la misma Séptima Agrupación Departamental "Santiago", Tercer Distrito, período 1965 a 1969. En 1969 fue nuevamente reelecto diputado, por la misma Séptima Agrupación Departamental "Santiago", Tercer Distrito, Pedro Aguirre Cerda y Puente Alto.
En 1973 fue otra vez electo diputado, por la misma Agrupación y Distrito, período 1973 a 1977; pero el golpe militar del 11 de septiembre de 1973, puso término anticipado al período.
Fue uno de los diez hombres más buscados del país, pero logró salvar la vida exiliándose primeramente en Noruega, país que le concedió una beca para escribir la historia de los últimos 40 años de la política chilena y latinoamericana. Posteriormente, se trasladó a Venezuela donde colaboró como columnista en la revista "Punto", publicación perteneciente al Movimiento al Socialismo (MAS). Durante este período, fue, además, presidente de la Izquierda Unida y dirigente del Comité de Solidaridad con Chile.
Luego de 15 años de exilio, regresó a Chile en septiembre de 1988.
Durante el periodo de fraccionamiento del PS de Chile, Mario Palestro se situó en el sector conocido como PS CNR (Coordinadora Nacional de Regionales), que representó una forma de reconstrucción desde la base del PS (sus estructuras regionales).
En 1989 resultó elegido por el Distrito N.°28, comunas de "Pedro Aguirre Cerda, San Miguel y Lo Espejo" período 1990 a 1994; superando a los pactos de alianza por Chile y Partido Liberal, con Nelson Murua y Miguel Riesco Manríquez respectivamente, anecdóticamente superó en preferencia a la cantante Patricia Maldonado. En 1995 fue expulsado del Partido, por las críticas que hizo a la directiva de éste, y a importantes personeros políticos del momento.
Fue dirigente de Colo-Colo y otras instituciones deportivas y culturales.
Luego de un año en que estuvo extremadamente enfermo, Mario Palestro falleció en su hogar de la comuna de San Miguel, el 10 de mayo de 2000, a la edad de 79 años. Estaba casado con Olga Contreras Orrego, con quien tuvo cinco hijos.

## Historia electoral

### Elecciones parlamentarias de 1969
- Elecciones parlamentarias de 1969 para la 7ª Agrupación Departamental, Tercer Distrito Puente Alto y Pedro Aguirre Cerda.[3]

| Candidato                | Partido | Votos  | % | Resultado |
| ------------------------ | ------- | ------ | - | --------- |
| Mario Palestro           | PS      | 52 164 | - | Diputado  |
| Gustavo Alessandri       | PN      | 50 007 | - | Diputado  |
| Orlando Millas           | PC      | 47 883 | - | Diputada  |
| Alberto Zaldivar Larraín | PDC     | 30 203 | - | Diputado  |
| Julio Silva Solar        | PDC     | 24 389 | - | Diputado  |

### Elecciones parlamentarias de 1973
- Elecciones parlamentarias de 1973 para el Tercer Distrito de Santiago, Puente Alto[4]

| Candidato                   | Pacto                          | Partido | Votos   | %     | Resultado |
| --------------------------- | ------------------------------ | ------- | ------- | ----- | --------- |
| Alberto Zaldívar Larraín    | Confederación de la Democracia | PDC     | 88 667  | 16,29 | Diputado  |
| Gustavo Alessandri Valdés   | Confederación de la Democracia | PN      | 86 224  | 15,84 | Diputado  |
| Carlos Dupré Silva          | Confederación de la Democracia | PDC     | 73 142  | 13,44 | Diputado  |
| Jorge Monckeberg Barros     | Confederación de la Democracia | PN      | 68 492  | 12,58 |           |
| José Quezada Meléndez       | Confederación de la Democracia | DR      | 6843    | 1,26  |           |
| Mario Palestro Rojas        | Unidad Popular                 | PS      | 112 534 | 20,67 | Diputado  |
| Jorge Insunza Becker        | Unidad Popular                 | PC      | 78 209  | 14,37 | Diputado  |
| Miguel León Prado Oyarzún   | Unidad Popular                 | PR      | 5940    | 1,09  |           |
| José Miguel Insulza Salinas | Unidad Popular                 | MAPU    | 18 746  | 3,44  |           |
| Nieves Yankovic Garafulic   | Unidad Popular                 | IC      | 5525    | 1,02  |           |

### Elecciones parlamentarias de 1989
- Elecciones parlamentarias de 1989 por el Distrito 28 (Lo Espejo, Pedro Aguirre Cerda y San Miguel) , Región Metropolitana de Santiago[5]

| Candidato                  | Pacto                          | Partido | Votos  | %     | Resultado |
| -------------------------- | ------------------------------ | ------- | ------ | ----- | --------- |
| Rodolfo Seguel Molina      | Concertación por la Democracia | PDC     | 88 667 | 42,53 | Diputado  |
| Mario Palestro Rojas       | Concertación por la Democracia | ILA     | 44 649 | 22,25 | Diputado  |
| Patricia Maldonado Aravena | Democracia y Progreso          | ILB     | 30 872 | 15,38 |           |
| Nelson Murua Polanco       | Democracia y Progreso          | RN      | 25 750 | 12,83 |           |
| Miguel Riesco Manríquez    | Liberal-Socialista Chileno     | PL      | 5483   | 2,73  |           |
| Antonio Yelpi Aguilar      | Liberal-Socialista Chileno     | ILE     | 4988   | 2,49  |           |
| Jaime Silva                | Alianza de Centro              | ILD     | 3613   | 1,80  |           |

### Elecciones parlamentarias de 1993
- Elecciones parlamentarias de 1993 por el Distrito 28 (Lo Espejo, Pedro Aguirre Cerda y San Miguel) , Región Metropolitana de Santiago[6]

| Candidato               | Pacto                                | Partido | Votos  | %     | Resultado |
| ----------------------- | ------------------------------------ | ------- | ------ | ----- | --------- |
| Rodolfo Seguel Molina   | Concertación por la Democracia       | PDC     | 46 811 | 25,57 | Diputado  |
| Erich Schnake Silva     | Concertación por la Democracia       | PPD     | 45 237 | 24,71 |           |
| Darío Paya Mira         | Unión por el Progreso de Chile       | UDI     | 41 029 | 22,41 | Diputado  |
| Waldo Greene Zúñiga     | Unión por el Progreso de Chile       | ILB     | 18.302 | 10,00 |           |
| Mario Palestro Rojas    | Alternativa Democrática de Izquierda | ILA     | 17 473 | 9,55  |           |
| Jaime Inzunza Becker    | Alternativa Democrática de Izquierda | PC      | 9725   | 5,31  |           |
| Susana Gatica Lillo     | La Nueva Izquierda                   | AHV     | 3178   | 1,74  |           |
| José Luis Arias Garrido | La Nueva Izquierda                   | ILC     | 1294   | 0,71  |           |